# Jack Haven
Jack Haven (Dallas, 10 de agosto de 1994) es una intérprete estadounidense, reconocida principalmente por su participación en la serie de Netflix, Atypical y en los largometrajes The Glass Castle y Bombshell.

## Biografía
Nació en 1994, y sus padres son Laura Lundy y Robert Paine. Ambos son actores y directores y aparte de Jack, tienen un hijo menor. Cuando Haven tenía dos años, la familia se mudó a Alameda, California. En 2012, Haven se graduó de la escuela secundaria Encinal High School, donde se había dedicado a la animación. Luego, se graduó de la Universidad de Nueva York en 2015. 
El 8 de noviembre de 2019, Haven afirmó ser de género no binario, utilizando los pronombres they/them en inglés. También se ha involucrado como activista en las manifestaciones para el movimiento Black Lives Matter (Las vidas negras importan). El 21 de enero de 2025, anunció a través de una publicación en Instagram que cambiaría su nombre a Jack Haven, en un honor a su tataratío, Haven Gillespie.

## Carrera
Haven ha conseguido reconocimiento por la interpretación del personaje Casey Gardner en la serie de televisión Atypical. También cofundó el grupo vocal Subtle Pride (Orgullo Sútil) y la revista Waif Magazine, una publicación de arte.

## Filmografía

### Cine
| Año  | Título                    | Papel             | Notas  |
| ---- | ------------------------- | ----------------- | ------ |
| 2015 | Irrational Man            | Braylin Student   |        |
| 2017 | The Glass Castle          | Maureen Walls     |        |
| 2017 | The Wilde Wedding         | Lara              |        |
| 2017 | Downsizing                | Novia de Dusan    |        |
| 2018 | Action Point              | Four Finger Annie |        |
| 2019 | Bombshell                 | Julia Clarke      |        |
| 2020 | Bill & Ted Face the Music | Billie Logan      | [ 11 ] |
| 2024 | I Saw the TV Glow         | Maddy             | [ 12 ] |

### Televisión
| Año       | Título          | Papel         | Notas         |
| --------- | --------------- | ------------- | ------------- |
| 2015      | One Bad Choice  | Danielle      | 1 episodio    |
| 2016      | Margot vs. Lily | Margot        | 8 episodios   |
| 2017–2021 | Atypical        | Casey Gardner | Rol principal |